# Camptoloma
Camptoloma é um gênero de traça pertencente à família Arctiidae.